# Ullmann-palota
A nagyváradi Ullmann-palota műemlék épület Romániában, Bihar megyében. A romániai műemlékek jegyzékében a BH-II-m-B-01026 sorszámon szerepel.

## Története
A Nagyvásár (mai December 1 park) tér déli részén a Liliom (ma Liliacului) utca és a Szarvas sor (ma Kogălniceanu utca) által határolt  telek a századfordulón az ortodox izraelita hitközség tulajdonában volt. Ezen akkor még csak egyetlen jelentős ingatlan állt, épp a déli sarkon: az egykori sóház. A hitközség e területet parcellákra osztva 1911 februárjában elárverezte. Így jutott a Nagyvásár téri sarki telekhez a Kurlander és Ullman Részvénytársaság. Ullman Sándor vezérigazgatónak az volt az intenciója, hogy ezen a helyen egy monumentális áruházat teremtsen.(...) Ullman Sándor Berlinben és Bécsben készítette el az áruház tervét. Berlinben készítették a teremrendezést és Bécsben a homlokzat tervrajzát. - tudatta a  Nagyváradi Napló 1911. szeptember 20-i száma.
A kommunista rendszerben államosították; eredeti tulajdonosai a rendszerváltás után sem igényelték vissza. Többszöri halasztás után 2022 augusztusában megkezdtek az Ullmann-palota homlokzatának restaurálását, viszont ezzel együtt a munkások zöldeskék színű fajanszburkolatot is leverték. A kulturális bizottság leállította a szabálytalankodó munkásokat, és folytatódott a homlokzat felújítása.

## Leírása
A December 1. park (románul Parcul 1 Decembrie) szélén található.
A palota főhomlokzata szimmetrikus. A nagyméretű nyílásokkal áttört földszinti résznek zöldeskék fajanszborítása van, utalásként a bécsi szecesszióhoz való kapcsolatra. Ugyanerre emlékeztet a tetőzeten elhelyezett nagy hajókéményszerű építény is. A földszintnél világosabb burkolólapokkal borított első emelet ablakai felső sarkaikon levágottak A második és harmadik emeleten a két szélső tengely melletti traktusok ,,bow-window" formában félkörívesen kiemelkednek a homlokzat síkjából. E domború felületeket keskeny, egyenes lezárású ablakok törik át.  A domborművek a pécsi Zsolnay cég alkotásai - a Menórát (a hétágú gyertytartót) őrző núbiai oroszlánok. E két traktus legfelől csúcsain levágott háromszögű oromzatban végződik. E két kiugró  tengely közötti falmezők közös sávozott keretezésbe foglalt egyenes lezárású ablakok törik át, a második emeleten kovácsoltvas párkányokkal, míg a harmadikon homorú kötényrésszel. A manzárdrész kisebb méretű ablakai kiugranak a  homlokzat síkjából. Az épület alaprajza zárt udvart vesz körül a bérházak tipikus térbeosztása szerint. Az utolsó szinten ma már jobbára képzőművészek műtermei  találhatók, de műteremnek alakították át az egykori imaházat is. A bécsi szecesszióhoz, de már kevésbé az Otto Wagner nevével fémjelzett vonulatához sorolható.